# Olešná (Nové Město na Moravě)

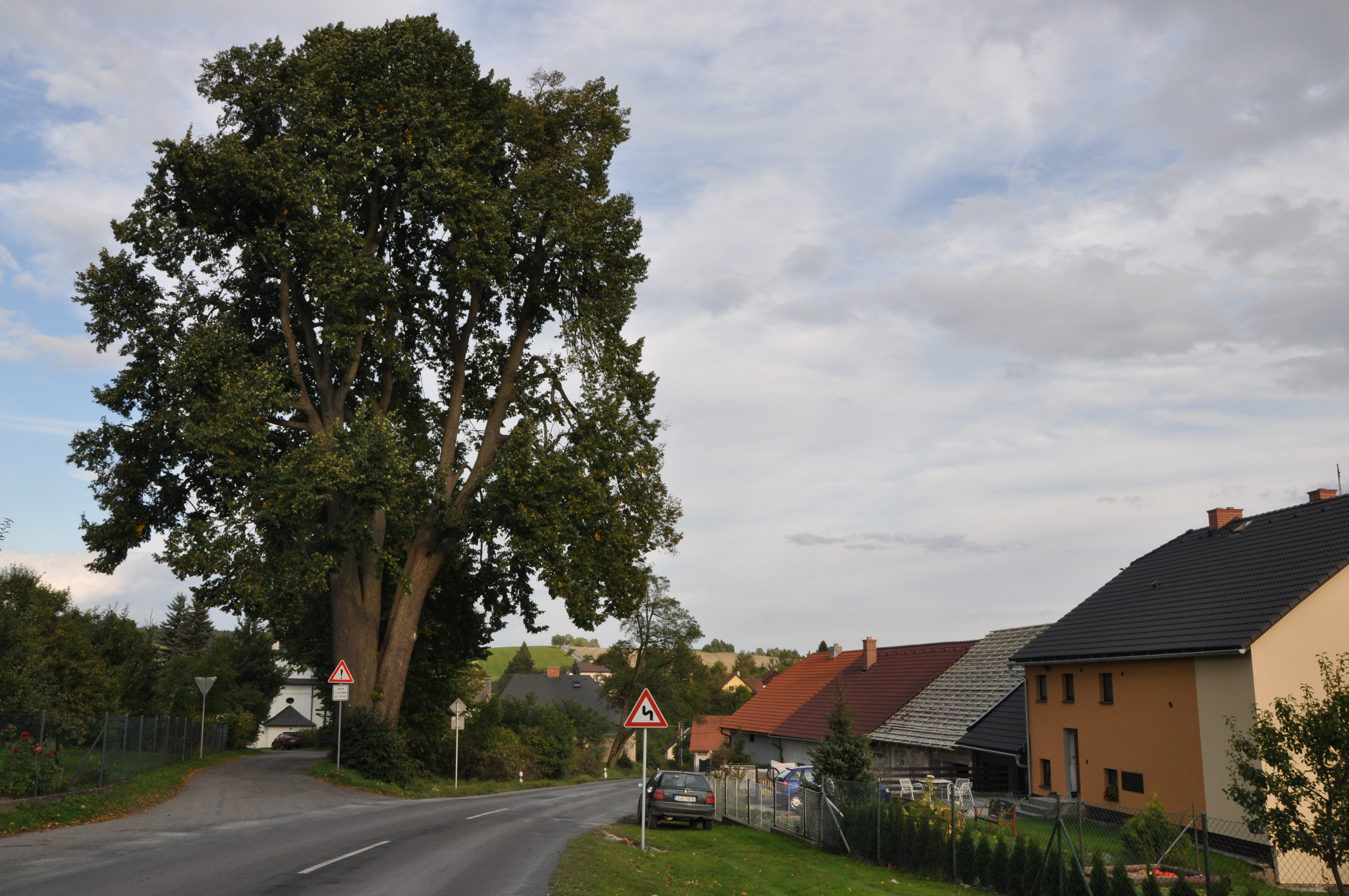
Olešná (2010)

Olešná (deutsch Oleschna, auch Olleschna) ist ein Ortsteil der Stadt Nové Město na Moravě in Tschechien. Er liegt vier Kilometer südöstlich von Nové Město na Moravě und gehört zum Okres Žďár nad Sázavou.

## Geographie
Olešná befindet sich in der Talmulde des gleichnamigen Baches Olešná in der Křižanovská vrchovina, einem Teil der Böhmisch-Mährischen Höhe. Durch das Dorf führt die Staatsstraße I/19 zwischen Nové Město na Moravě und Bystřice nad Pernštejnem. Nördlich verläuft die Eisenbahnstrecke Žďár nad Sázavou – Tišnov, die Bahnstation Olešná na Moravě liegt anderthalb Kilometer nördlich. Im Nordosten erhebt sich der Kříb (684 m), östlich der Pičulín (664 m), im Südosten der Korec (631 m), im Südwesten die Olešná (666 m) und nordwestlich der U Tří křížů (Kalvarienberg; 675 m).
Nachbarorte sind Zubří im Norden, Špimberk, Vojtěchov und Skalský Dvůr im Nordosten, Divišov im Osten, Kundratice, Albrechtice und Branišov im Südosten, Křídla im Süden, Radešínská Svratka und Řečice im Südwesten, Nová Ves u Nového Města na Moravě und Dvůr Cinzndorf im Westen sowie Horní Dvůr, Nové Město na Moravě und Pohledec im Nordwesten.

## Geschichte
Die erste schriftliche Erwähnung von Olešná erfolgte 1369 in der Brünner Landtafel, als der Pfarrer Vojšín seinen Hof und Wald an einen Vojtěch, Sohn des Vlček, überschreiben ließ. Das Dorf gehörte zur Herrschaft Pernstein und war zu deren damaligem Zentrum Bystřice untertänig. Ein Eintrag im Bystřicer Stadtbuch aus dem Jahre 1483 belegt die Existenz eines Richters in Olešná sowie von 17 tributpflichtigen Untertanen. Bei der Teilung der Herrschaft kam Olešná im Jahre 1500 zum Neustadtl-Ingrowitzer Anteil und wurde 1564 Teil der eigenständigen Herrschaft Neustadtl.
In der Mitte des 17. Jahrhunderts überschrieb Franz Maximilian Kratzer von Schönsberg Olešná seiner Tochter Johanna Franziska als Aussteuergut. Sie ließ anstelle des Gerichtshofes um 1650 ein Schloss erbauen. Olešná wurde Sitz einer kleinen Herrschaft und 1664 entstand eine Brauerei. 1672 verstarb Johanna Franziskas Mann Wolfgang Ludwig Ritter Hetzer von Aurach auf Woleschna. Nachfolgender Besitzer wurde Zdeniek Wenzel Lev von Rosental, wahrscheinlich durch Heirat mit Johanna Franziska. Nach dessen Tode wurde Olešná 1680 wieder an die Herrschaft Neustadt angeschlossen. Das frühbarocke Schloss blieb ungenutzt und verfiel.
Das adelige Damenstift Maria Schul in Brünn, dem die Herrschaft ab 1699 gehörte, ließ 1732 das Schloss wiederherstellen und verpachtete es. Das älteste Ortssiegel stammt aus dem Jahre 1749. Nach dem Schlossbrand von 1790 wurde das erste Geschoss abgerissen und in den Resten eine Bauernwirtschaft angelegt. Die Neustadtler Eisenwerke ließen 1815 Erkundungsschächte in der Nähe des Dorfes anlegen, jedoch erwies sich die Eisenerzlagerstätte als nicht abbauwürdig. Die Vorsteherin des Stiftes Walpurga von Sinzendorf ließ 1826 westlich des Wegekreuzes nach Neustadtl und Křídla den Wirtschaftshof Sinzendorf anlegen, zu dem auch eine Schäferei gehörte. 1847 brach eine Typhusepidemie aus, der innerhalb von fünf Wochen 38 Einwohner zum Opfer fielen.
Nach der Aufhebung der Patrimonialherrschaften bildete Olešná ab 1850 eine Gemeinde im Bezirk Neustadtl. 1861 entstand die steinerne Straßenbrücke über die Olešná. Zwischen 1903 und 1905 errichtete die Lokalbahn Deutschbrod–Tischnowitz nördlich des Dorfes die Eisenbahnstrecke von Saar nach Tischnowitz. 1903 war der Ort von einem heftigen Hagelschlag betroffen, bei dem etliches Federvieh erschlagen wurde. Nach der Auflösung des Okres Nové Město na Moravě wurde die Gemeinde 1949 dem Okres Žďár nad Sázavou zugeordnet. 1980 erfolgte die Eingemeindung nach Nové Město na Moravě.  1991 hatte der Ort 247 Einwohner. Im Jahre 2001 bestand das Dorf aus 102 Wohnhäusern, in denen 254 Menschen lebten.

## Ortsgliederung
Zu Olešná gehört die Einschicht Cinzndorf (Sinzendorf).

## Sehenswürdigkeiten
- Kirche St. Maria Magdalena, der im 14. Jahrhundert errichtete ehemals gotische Bau erhielt seine heutige Gestalt beim Umbau von 1788; darin befindet sich das Epitaph von Wolfgang Ludwig Hetzer von Aurach auf Woleschna († 1672)
- Černý kříž, das gusseiserne Schwarze Kreuz an der Straßengabelung bei Cinzndorf ist wahrscheinlich ein Fabrikat einer der Eisenhütten der Neustadtler Herrschaft
- Hof Cinzndorf, mit Fassade im Empirestil, errichtet 1826
- Kastanien- und Lindenallee zum Hof Cinzndorf
- Statuen des hl. Johannes von Nepomuk und des hl. Josef; die 1863 an der Brücke über die Olešná aufgestellten Figuren sind wegen starker Beschädigungen derzeit im Pfarrhaus eingelagert